# Bruce Maxwell
Bruce Tyrone Maxwell (né le 20 décembre 1990 à Wiesbaden en Allemagne) est un joueur américain de baseball. Il évolue au poste de receveur en la Ligue majeure de baseball.

## Carrière
Bruce Maxwell est né en Allemagne, où sa famille est établie car son père est militaire dans l'armée des États-Unis. Il grandit à Huntsville, en Alabama, aux États-Unis.
Joueur et étudiant au Birmingham–Southern College de Birmingham (Alabama), où il évolue aux postes de receveur et de premier but, Bruce Maxwell est choisi par les Athletics d'Oakland au 2e tour de sélection du repêchage amateur de 2012. Dans les ligues mineures, où il fait ses débuts professionnels dès 2012 avec des clubs affiliés aux Athletics, il évolue exclusivement au poste de receveur. 
En 2016, Maxwell joue avec l'équipe d'Allemagne durant le tournoi de qualification à la Classique mondiale de baseball 2017.
Bruce Maxwell fait ses débuts dans le baseball majeur le 23 juillet 2016 avec les Athletics d'Oakland. En 33 matchs joués à sa première année dans les majeures, il réussit son premier coup de circuit et maintient une moyenne au bâton de ,283.
Après un séjour dans les ligues mineures en 2017, Maxwell est rappelé par Oakland en juin et prend le poste de receveur principal des Athletics lorsque ceux-ci laissent partir son prédécesseur Stephen Vogt, réclamé au ballottage par Milwaukee.
Afro-Américain, Bruce Maxwell est le 23 septembre 2017 le premier joueur de la MLB à poser un genou au sol durant l'hymne national américain, adoptant ainsi la forme de protestation lancée en 2016 par le joueur de football américain Colin Kaepernick lors des matchs de la NFL afin de dénoncer l'injustice raciale, l'oppression et la violence policière dont sont victimes les personnes de couleurs. Avant le match des Athletics face aux Rangers du Texas au Oakland Coliseum, Maxwell pose un genou au sol, ses coéquipiers en rang derrière lui et la main de son coéquipier Mark Canha sur l'épaule droite. Fils de militaire américain, Maxwell agit en réaction à un discours la veille du président Donald Trump à Huntsville en Alabama, où il avait déclaré que la NFL devrait congédier les joueurs adoptant cette forme de protestation durant l'hymne national. Peu après l'hymne national, les Athletics d'Oakland publient un message affirmant leur « respect et soutien des droits constitutionnels et de la liberté d'expression de tous leurs joueurs » et leur « fierté d'être inclusifs ».